# Giambettino Cignaroli

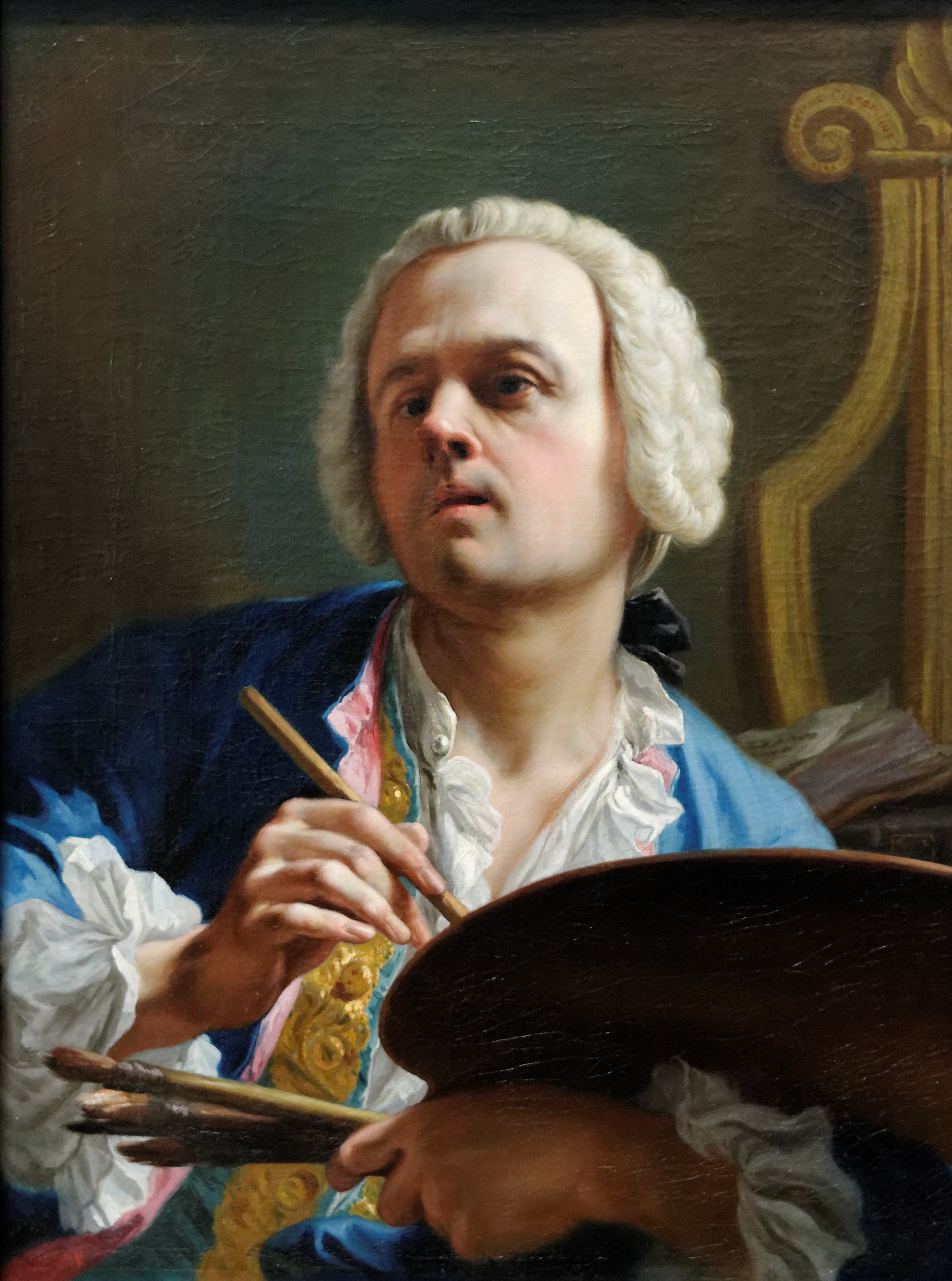
Autoritratto

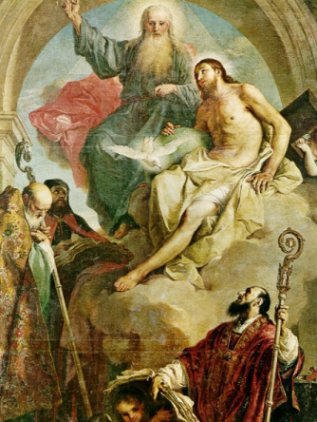
Trinità con i Santi Niccolò, Basilio e Gregorio. Commissionata all'artista il 30 gennaio 1762 e conservata presso la basilica di Santa Maria della Steccata a Parma.

Giambettino Cignaroli (Verona, 4 luglio 1706 – Verona, 1º dicembre 1770) è stato un pittore italiano. Egli iniziò alla pittura i fratelli meno noti Gian Domenico e Giuseppe, di cui fu unico maestro..

## Biografia
Giambettino nacque nel 1706 nella città di Verona. Dopo aver svolto studi di retorica presso i Gesuiti, s'interessò alla pittura e dapprima divenne allievo di Sante Prunati, e poi frequentò con il suo coetaneo Pietro Rotari (nato qualche mese dopo, nel 1707), la scuola di pittura del maestro Antonio Balestra. Nel 1728 aprì una bottega di pittura indipendente. Del 1743 è il dipinto Storia di Giuda Maccabeo conservato nella chiesa di Sant'Alessandro della Croce di Bergamo, e successivamente il dipinto la Deposizione conservato come pala d'altare nel transetto destro della chiesa alessandrina, entrambi i dipinti hanno forti assunanze con la pittura del Tiepolo.. 
Come Rotari si trasferì a Venezia, dove ebbe l'occasione di studiare le grandi opere di maestri come Tiziano, Paolo Veronese e Palma il Vecchio. Tornato a Verona, aprì stabilmente una bottega e ottenne grandi successi. Fu attivo in molte città, come Milano, Parma, Torino, Bologna e Ferrara. Sue pregevoli opere si trovano soprattutto a Brescia (San Lorenzo), Lonato del Garda nella basilica di San Giovanni Battista con la pala nell'abside e altre opere, Bergamo, tra queste la pala d'altare della chiesa di San Marco, oltre che nei rispettivi territori. Lavorò moltissimo per gli ordini religiosi dell'Emilia, come provano le pale per Piacenza (Santo Spirito), Parma (Sant'Antonio Abate, Santa Maria della Steccata e Santo Sepolcro), Reggio (San Giorgio), Modena (San Domenico) e Ferrara. Pur non essendosi mai mosso dall'Italia, lavorò per l'elettore di Sassonia, per il re di Polonia e per la zarina di Russia, oltre che per la regina di Spagna, come prova la monumentale pala d'altare oggi al Prado raffigurante la Madonna con il Bambino e i santi Lucia, Lorenzo, Antonio da Padova, Barbara e l'angelo custode, e per i principi vescovi di Bressanone, come testimonia il San Giovanni Nepomuceno sul secondo altare destro del duomo brissinese. Nella basilica di San Martino, ad Alzano Lombardo, si trova il suo dipinto Morte di san Giuseppe.
La sua produzione si estese anche alla pittura celebrativa di storia, come prova il Pomponio Secondo riceve gli onori trionfali in Campidoglio, oggi a Castelvecchio, ma destinata al palazzo pubblico di Piazza delle Erbe. Pittore di fama, promosse la costruzione dell'Accademia veronese d'Arte di cui fu il primo direttore e che oggi porta il suo nome.
Oltre ad essere un affermato pittore, fu anche scrittore di testi d'arte.
Il suo gusto pittorico viene ritenuto a metà strada tra un ultimo raffaellismo e un inizio di neoclassicismo.
Il 27 novembre 2019 è stato venduto all'asta da Christie's a Parigi, per oltre 4 milioni di euro, il ritratto di un giovane Wolfgang Amadeus Mozart (1756-1791) eseguito dal Cignaroli presumibilmente nel gennaio 1770.

## Opere

### Trentino
- Torbole, chiesa di Sant'Andrea: Sant'Andrea condotto al martirio (1742), pala dell'altare maggiore.[7]
- Riva del Garda, chiesa di Santa Maria Assunta: Madonna col Bambino e Santi Bartolomeo e Vincenzo Ferrer (1744), pala dell'altare laterale della Madonna del Rosario.[8]
- Trento, chiesa di Santa Maria Maggiore: Natività di Gesù (1746), pala dell'altare laterale della Natività; S. Teresa d'Avila e S. Giovanni Battista (1748), pala dell'altare laterale di Santa Teresa.[9]
- Trento, chiesa di San Martino (distrutta nel 1944): Transito di San Martino, pala dell'altare maggiore (distrutta nel bombardamento della chiesa).[9]